# Mama Told Me Not to Come
Mama Told Me Not to Come, ibland Mama Told Me (Not to Come), är en poplåt skriven av Randy Newman. Den skrevs ursprungligen för Eric Burdon till hans första soloalbum Eric Is Here 1966. Det var dock i Three Dog Nights version från 1970 som låten blev riktigt känd. Denna toppade amerikanska singellistan, och blev en hit på flera håll i Europa. Randy Newman själv spelade in den till sitt album 12 Songs samma år.
Tom Jones spelade in låten tillsammans med Stereophonics till albumet Reload 2000, och låten blev då åter en hit, med bland annat en fjärdeplats på brittiska singellistan.
Låttetxen handlar om en person som kommer till Los Angeles och där konfronteras med stadens dekadenta livsstil.

## Listplaceringar, Three Dog Night
| Lista (1970)   | Position              |
| -------------- | --------------------- |
| Australien     | 15 (Go Set)           |
| Finland        | 38                    |
| Irland         | 6                     |
| Kanada         | 2 (RPM)               |
| Nederländerna  | 14                    |
| Nya Zeeland    | 13 (NZ Listner)       |
| Storbritannien | 3 (UK Singles Chart)  |
| USA            | 1 (Billboard Hot 100) |
| Västtyskland   | 12                    |